# IDM-Saison 2005

Logo der Internationalen Deutschen Motorradmeisterschaft.

Bei der Internationalen Deutschen Motorradmeisterschaft 2005 wurden Titel in den Klassen IDM Superbike, IDM Supersport, IDM 125 und IDM Sidecar vergeben.
Bei den Superbikes wurden 16, in der Supersport-Klasse, 125-cm³-Klasse und bei den Sidecars je acht Rennen ausgetragen.

## Punkteverteilung
Meister wurde derjenige Fahrer beziehungsweise der Hersteller, der bis zum Saisonende die meisten Punkte erzielt hatte. Bei der Punkteverteilung wurden die Platzierungen im Gesamtergebnis des jeweiligen Rennens berücksichtigt. Die fünfzehn erstplatzierten Fahrer jedes Rennens erhielten Punkte nach folgendem Schema:
| Punkteverteilung | Punkteverteilung | Punkteverteilung | Punkteverteilung | Punkteverteilung | Punkteverteilung | Punkteverteilung | Punkteverteilung | Punkteverteilung | Punkteverteilung | Punkteverteilung | Punkteverteilung | Punkteverteilung | Punkteverteilung | Punkteverteilung | Punkteverteilung |
| ---------------- | ---------------- | ---------------- | ---------------- | ---------------- | ---------------- | ---------------- | ---------------- | ---------------- | ---------------- | ---------------- | ---------------- | ---------------- | ---------------- | ---------------- | ---------------- |
| Platz            | 1                | 2                | 3                | 4                | 5                | 6                | 7                | 8                | 9                | 10               | 11               | 12               | 13               | 14               | 15               |
| Punkte           | 25               | 20               | 16               | 13               | 11               | 10               | 9                | 8                | 7                | 6                | 5                | 4                | 3                | 2                | 1                |

In die Wertung kamen alle erzielten Punkte. Bei weniger als 50 %, jedoch mehr als 25 % der Gesamtrundenzahl gab es nur die halbe Punkteanzahl. Unter 25 % der Gesamtrundenzahl gab es keine Punkte.

## Superbike

### Wissenswertes
- Ralf Waldmann gab nach drei Jahren Pause sein Rennsport-Comeback in der IDM-Superbike und trat für das alpha Technik Van Zon Honda Team auf einer Honda Fireblade an.

### Rennergebnisse
|   | Datum  | Strecke              | Pole-Position      | Lauf | Platz 1           | Platz 2            | Platz 3            | Schn. Rennrunde  |
| - | ------ | -------------------- | ------------------ | ---- | ----------------- | ------------------ | ------------------ | ---------------- |
| 1 | 15.05. | EuroSpeedway Lausitz | Michael Schulten   | 1    | Jörg Teuchert     | Stefan Nebel       | Philipp Hafeneger  | Andreas Meklau   |
| 1 | 15.05. | EuroSpeedway Lausitz | Michael Schulten   | 2    | Jörg Teuchert     | Andreas Meklau     | Philipp Hafeneger  | Michael Schulten |
| 2 | 05.06. | Pannonia-Ring        | Andreas Meklau     | 1    | Andreas Meklau    | Markus Wegscheider | Stefan Nebel       | Andreas Meklau   |
| 2 | 05.06. | Pannonia-Ring        | Andreas Meklau     | 2    | Andreas Meklau    | Stefan Nebel       | Jörg Teuchert      | Andreas Meklau   |
| 3 | 19.06. | Nürburgring          | Jörg Teuchert      | 1    | Kevin Curtain     | Günther Knobloch   | Stefan Nebel       | Kevin Curtain    |
| 3 | 19.06. | Nürburgring          | Jörg Teuchert      | 2    | Kevin Curtain     | Stefan Nebel       | Broc Parkes        | Michael Schulten |
| 4 | 03.07. | Salzburgring         | Stefan Nebel       | 1    | Philipp Hafeneger | Stefan Nebel       | Michael Schulten   | Michael Schulten |
| 4 | 03.07. | Salzburgring         | Stefan Nebel       | 2    | Stefan Nebel      | Philipp Hafeneger  | Michael Schulten   | Michael Schulten |
| 5 | 07.08. | Schleizer Dreieck    | Michael Schulten   | 1    | Michael Schulten  | Jörg Teuchert      | Markus Wegscheider | Michael Schulten |
| 5 | 07.08. | Schleizer Dreieck    | Michael Schulten   | 2    | Michael Schulten  | Stefan Nebel       | Christian Kellner  | Michael Schulten |
| 6 | 04.09. | Oschersleben         | Andreas Meklau     | 1    | Michael Schulten  | Stefan Nebel       | Andreas Meklau     | Michael Schulten |
| 6 | 04.09. | Oschersleben         | Andreas Meklau     | 2    | Andreas Meklau    | Michael Schulten   | Stefan Nebel       | Michael Schulten |
| 7 | 18.09. | Sachsenring          | Philipp Hafeneger  | 1    | Martin Bauer      | Michael Schulten   | Jörg Teuchert      | Martin Bauer     |
| 7 | 18.09. | Sachsenring          | Philipp Hafeneger  | 2    | Martin Bauer      | Andreas Meklau     | Stefan Nebel       | Martin Bauer     |
| 8 | 02.10. | Hockenheimring       | Markus Wegscheider | 1    | Stefan Nebel      | Martin Bauer       | Günther Knobloch   | Stefan Nebel     |
| 8 | 02.10. | Hockenheimring       | Markus Wegscheider | 2    | Michael Schulten  | Stefan Nebel       | Philipp Hafeneger  | Stefan Nebel     |

### Fahrerwertung
| 1  | Stefan Nebel       | Yamaha YZF-R1         | Yamaha Motor Deutschland         | 300 |
| 2  | Andreas Meklau     | Suzuki GSX-R 1000     | Suzuki International Europe      | 241 |
| 3  | Michael Schulten   | Honda CBR 1000 RR     | alpha Technik Van Zon Honda Team | 224 |
| 4  | Philipp Hafeneger  | Yamaha YZF-R1         | Yamaha Motor Deutschland         | 193 |
| 5  | Martin Bauer       | Honda CBR 1000 RR     | Holzhauer Racing Promotion       | 181 |
| 6  | Jörg Teuchert      | MV Agusta F4 1000     | MV Agusta Racing Deutschland     | 149 |
| 7  | Günther Knobloch   | Yamaha YZF-R1         | Sebring Technology               | 146 |
| 8  | Markus Wegscheider | Suzuki GSX-R 1000     | Suzuki International Europe      | 132 |
| 9  | Christian Kellner  | Suzuki GSX-R 1000     | Wilbers Racing                   | 130 |
| 10 | Robert Ulm         | Yamaha YZF-R1         | Sebring Technology               | 111 |
| 11 | Andreas Hahn       | Kawasaki Ninja ZX-10R | BMR / Kawasaki Racing Team       | 88  |
| 12 | Ralf Waldmann      | Honda CBR 1000 RR     | alpha Technik Van Zon Honda Team | 82  |
| 13 | Jimmy Lindström    | Kawasaki Ninja ZX-10R | Kawasaki Docshop Racing          | 69  |

| 14 | Dominic Lammert     | Suzuki GSX-R 1000     | Motorradshop Bergkamen           | 48 |
| 15 | Paul Leuthard       | Yamaha YZF-R1         | Zweirad-Knoderer-Racing          | 39 |
| 16 | Werner Daemen       | Honda CBR 1000 RR     | alpha Technik Van Zon Honda Team | 33 |
| 17 | Christian Zaiser    | Suzuki GSX-R 1000     | Wintex Racing Austria            | 16 |
| 18 | Andrzej Pawelec     | Yamaha YZF-R1         | Yamaha PPG Castrol               | 15 |
| 19 | Normann Manz        | Suzuki GSX-R 1000     | Stengel Racing Team              | 15 |
| 20 | Frank Heidger       | Suzuki GSX-R 1000     | betandwin Racing Team            | 11 |
| 21 | Harald Kitsch       | Kawasaki Ninja ZX-10R | BMR / Kawasaki Racing Team       | 7  |
| 22 | Peter Preussler     | Kawasaki Ninja ZX-10R |                                  | 6  |
| 23 | Herbert Pölzleitner | Ducati 999            | Ducati Salzburg                  | 3  |
| 24 | Dieter Szogiel      | Yamaha YZF-R1         |                                  | 3  |
| 25 | Holger Steuer       | Suzuki GSX-R 1000     | Altzschner Racing Team           | 2  |

### Konstrukteurswertung
| 1 | Yamaha   | 543 |
| 2 | Honda    | 436 |
| 3 | Suzuki   | 421 |
| 4 | Kawasaki | 157 |

## Supersport

### Rennergebnisse
|   | Datum  | Strecke              | Pole-Position      | Lauf | Platz 1            | Platz 2            | Platz 3          | Schn. Rennrunde    |
| - | ------ | -------------------- | ------------------ | ---- | ------------------ | ------------------ | ---------------- | ------------------ |
| 1 | 15.05. | EuroSpeedway Lausitz | Kai-Børre Andersen | 1    | Arne Tode          | Kai-Børre Andersen | Herbert Kaufmann | Kai-Børre Andersen |
| 2 | 05.06. | Pannonia-Ring        | Kai-Børre Andersen | 1    | Kai-Børre Andersen | Werner Daemen      | Wolfgang Kerbl   | Arne Tode          |
| 3 | 19.06. | Nürburgring          | Kai-Børre Andersen | 1    | Kai-Børre Andersen | Werner Daemen      | Arne Tode        | Kai-Børre Andersen |
| 4 | 03.07. | Salzburgring         | Kai-Børre Andersen | 1    | Herbert Kaufmann   | Wolfgang Kerbl     | Tage Solberg     | Herbert Kaufmann   |
| 5 | 07.08. | Schleizer Dreieck    | Kai-Børre Andersen | 1    | Herbert Kaufmann   | Kai-Børre Andersen | Werner Daemen    | Kai-Børre Andersen |
| 6 | 04.09. | Oschersleben         | Kai-Børre Andersen | 1    | Herbert Kaufmann   | Roman Stamm        | Jesco Günther    | Werner Daemen      |
| 7 | 18.09. | Sachsenring          | Roman Stamm        | 1    | Kai-Børre Andersen | Arne Tode          | Roman Stamm      | Arne Tode          |
| 8 | 02.10. | Hockenheimring       | Jesco Günther      | 1    | Kai-Børre Andersen | Arne Tode          | Roman Stamm      | Kai-Børre Andersen |

### Fahrerwertung
| 1  | Kai-Børre Andersen | Kawasaki ZX-6R   | Kawasaki Docshop Racing          | 148 |
| 2  | Herbert Kaufmann   | Yamaha YZF-R6    |                                  | 128 |
| 3  | Arne Tode          | Honda CBR 600 RR | alpha Technik Van Zon Honda Team | 98  |
| 4  | Tage Solberg       | Yamaha YZF-R6    |                                  | 92  |
| 5  | Roman Stamm        | Suzuki GSX-R 600 | Team Frankonia MIZU Suzuki       | 87  |
| 6  | Jesco Günther      | Honda CBR 600 RR | alpha Technik Van Zon Honda Team | 82  |
| 7  | René Mähr          | Suzuki GSX-R 600 |                                  | 60  |
| 8  | Werner Daemen      | Honda CBR 600 RR | alpha Technik Van Zon Honda Team | 56  |
| 9  | Nina Prinz         | Yamaha YZF-R6    | ADAC Württemberg e. V.           | 52  |
| 10 | Rigo Richter       | Yamaha YZF-R6    | OBI Bike-Promotion               | 51  |
| 11 | Swen Ahnendorp     | Honda CBR 600 RR | Racimex K&N Luftfilter           | 44  |
| 12 | Vladimir Ivanov    | Yamaha YZF-R6    | Vector Racing Team               | 36  |
| 13 | Matti Seidel       | Honda CBR 600 RR | MC Mittleres Erzgebirge e. V.    | 32  |

| 14 | Roman Raschle       | Kawasaki ZX-6R   | Raschle Racing                      | 31 |
| 15 | Max Weymann         | Suzuki GSX-R 600 |                                     | 24 |
| 16 | Patrick Janz        | Honda CBR 600 RR | Honda-Kaiser-Motorsport             | 19 |
| 17 | Daniel Bergau       | Honda CBR 600 RR | Race-Point-Berlin                   | 18 |
| 18 | Andreas Bildl       | Kawasaki ZX-6R   |                                     | 11 |
| 19 | Christopher Gonsior | Kawasaki ZX-6R   |                                     | 9  |
| 20 | Eric Willemssen     | Suzuki GSX-R 600 | Yoshimura Schäfer Motorsport Racing | 9  |
| 21 | Peter Gastinger     | Honda CBR 600 RR | MSC-Rottenegg                       | 8  |
| 22 | Andy Boedewadt      | Yamaha YZF-R6    | FLOOR-TEC Int. Ltd. MotorRacingTeam | 7  |
| 23 | Andreas Brandt      | Honda CBR 600 RR | Race-Point-Berlin                   | 7  |
| 24 | Knut Beinlich       | Yamaha YZF-R6    |                                     | 4  |
| 25 | Andy Hofer          | Honda CBR 600 RR |                                     | 4  |
| 26 | Remo Leemann        | Honda CBR 600 RR |                                     | 2  |

## 125-cm³-Klasse

### Rennergebnisse
|   | Datum  | Strecke              | Pole-Position    | Lauf | Platz 1          | Platz 2            | Platz 3          | Schn. Rennrunde  |
| - | ------ | -------------------- | ---------------- | ---- | ---------------- | ------------------ | ---------------- | ---------------- |
| 1 | 15.05. | EuroSpeedway Lausitz | Michael Ranseder | 1    | Michael Ranseder | Stefan Bradl       | Patrick Unger    | Michael Ranseder |
| 2 | 05.06. | Pannonia-Ring        | Stefan Bradl     | 1    | Stefan Bradl     | Michael Ranseder   | Igor Kalab       | Stefan Bradl     |
| 3 | 19.06. | Nürburgring          | Michael Ranseder | 1    | Michael Ranseder | Randy Krummenacher | Patrick Unger    | Stefan Bradl     |
| 4 | 03.07. | Salzburgring         | Stefan Bradl     | 1    | Michael Ranseder | Stefan Bradl       | Patrick Unger    | Michael Ranseder |
| 5 | 07.08. | Schleizer Dreieck    | Stefan Bradl     | 1    | Stefan Bradl     | Georg Fröhlich     | Michael Ranseder | Stefan Bradl     |
| 6 | 04.09. | Oschersleben         | Michael Ranseder | 1    | Michael Ranseder | Georg Fröhlich     | Stefan Bradl     | Georg Fröhlich   |
| 7 | 18.09. | Sachsenring          | Stefan Bradl     | 1    | Stefan Bradl     | Patrick Unger      | Georg Fröhlich   | Stefan Bradl     |
| 8 | 02.10. | Hockenheimring       | Stefan Bradl     | 1    | Michael Ranseder | Stefan Bradl       | Georg Fröhlich   | Michael Ranseder |

### Fahrerwertung
| 1  | Stefan Bradl       | KTM 125 FRR     | Red Bull ADAC KTM Juniors            | 162 |
| 2  | Michael Ranseder   | KTM 125 FRR     | Red Bull ADAC KTM Juniors            | 161 |
| 3  | Patrick Unger      | Aprilia RSW 125 | Castrol-Motorrad Unger Racing        | 107 |
| 4  | Georg Fröhlich     | Honda 125 RS    | Team Sachsenring GP125               | 96  |
| 5  | Igor Kalab         | Aprilia RSW 125 | RZT Racing                           | 78  |
| 6  | Randy Krummenacher | Honda 125 RS    | Team Sachsenring GP125               | 63  |
| 7  | Manuel Mickan      | Honda 125 RS    | ADAC Sachsen e. V.                   | 60  |
| 8  | Philipp Eitzinger  | Honda 125 RS    | Wintex Racing Austria                | 59  |
| 9  | Dominique Aegerter | Honda 125 RS    | ADAC Sachsen Junior Team Freudenberg | 54  |
| 10 | Robin Lässer       | KTM 125 FRR     | Red Bull ADAC KTM Juniors            | 49  |
| 11 | Patrik Vostárek    | Honda 125 RS    | Team Hanusch                         | 37  |
| 12 | Steven Michels     | Honda 125 RS    | IMT-Castrol-Junior-Team              | 28  |
| 13 | Daniel Puffe       | Honda 125 RS    | Motorcycle Competition Service       | 25  |
| 14 | Eric Hübsch        | Honda 125 RS    | Team Sachsenring GP125               | 24  |

| 15 | Frank van den Dragt | Honda 125 RS      | Abbink Metaal Racing                | 20 |
| 16 | Joey Litjens        | Honda 125 RS      |                                     | 17 |
| 17 | Jennifer Kaulbach   | Honda 125 RS      | MSC Schleizer Dreieck e. V. im ADAC | 15 |
| 18 | Thomas Mayer        | Aprilia RS 125 GP |                                     | 14 |
| 19 | Toni Wirsing        | KTM 125 FRR       | Red Bull ADAC KTM Juniors           | 11 |
| 20 | Stefano Sciré       | Honda 125 RS      | IMT-Castrol-Junior-Team             | 11 |
| 21 | Martin Piller       | Honda 125 RS      | MSC Schleizer Dreieck e. V. im ADAC | 7  |
| 22 | Ernst Dubbink       | Honda 125 RS      |                                     | 5  |
| 23 | Felix Kertzscher    | Honda 125 RS      | ADAC Sachsen e. V.                  | 5  |
| 24 | Lucy Glöckner       | Honda 125 RS      |                                     | 4  |
| 25 | Filip Altendorfer   | Honda 125 RS      | MSC Schleizer Dreieck e. V. im ADAC | 3  |
| 26 | Nikola Milovanovic  | Honda 125 RS      | RZT Racing                          | 2  |
| 27 | Silvio März         | Honda 125 RS      | ADAC Sachsen e. V.                  | 2  |
| 28 | Reiner Scheidhauer  | Honda 125 RS      | MSC Schleizer Dreieck e. V. im ADAC | 1  |

## Gespanne

### Rennergebnisse
|   | Datum  | Strecke              | Pole-Position                  | Platz 1                        | Platz 2                            | Platz 3                            | Schn. Rennrunde                    |
| - | ------ | -------------------- | ------------------------------ | ------------------------------ | ---------------------------------- | ---------------------------------- | ---------------------------------- |
| 1 | 15.05. | EuroSpeedway Lausitz | Mike Roscher / Adolf Hänni     | Mike Roscher / Adolf Hänni     | Josef Moser / Ueli Wäfler          | Jörg Steinhausen / John Briggs     | Mike Roscher / Adolf Hänni         |
| 2 | 05.06. | Pannonia-Ring        | Josef Moser / Ueli Wäfler      | Jörg Steinhausen / Axel Kölsch | Andy Laidlow / Patrick Farrance    | Josef Moser / Ueli Wäfler          | Jörg Steinhausen / Axel Kölsch     |
| 3 | 19.06. | Nürburgring          | Jörg Steinhausen / Axel Kölsch | Jörg Steinhausen / Axel Kölsch | Josef Moser / Ueli Wäfler          | Mike Roscher / Adolf Hänni         | Jörg Steinhausen / Axel Kölsch     |
| 4 | 03.07. | Salzburgring         | Josef Moser / Ueli Wäfler      | Jörg Steinhausen / Axel Kölsch | Josef Moser / Ueli Wäfler          | Andy Laidlow / Patrick Farrance    | Jörg Steinhausen / Axel Kölsch     |
| 5 | 07.08. | Schleizer Dreieck    | Josef Moser / Ueli Wäfler      | Kurt Hock / Enrico Becker      | Uwe Göttlich / Peter Höss          | Markus Schlosser / Andreas Kolloch | Markus Schlosser / Andreas Kolloch |
| 6 | 04.09. | Oschersleben         | Jörg Steinhausen / Axel Kölsch | Jörg Steinhausen / Axel Kölsch | Josef Moser / Ueli Wäfler          | Markus Schlosser / Andreas Kolloch | Jörg Steinhausen / Axel Kölsch     |
| 7 | 18.09. | Sachsenring          | Jörg Steinhausen / Axel Kölsch | Josef Moser / Ueli Wäfler      | Mike Roscher / Adolf Hänni         | Markus Schlosser / Andreas Kolloch | Markus Schlosser / Andreas Kolloch |
| 8 | 02.10. | Hockenheimring       | Jörg Steinhausen / Axel Kölsch | Jörg Steinhausen / Axel Kölsch | Markus Schlosser / Andreas Kolloch | Josef Moser / Ueli Wäfler          | Jörg Steinhausen / Axel Kölsch     |

### Fahrerwertung
| 1  | Josef Moser       | Ueli Wäfler                      | LCR-Honda     |                       | 151 |
| 2  | Jörg Steinhausen  | Axel Kölsch bzw. John Briggs     | LCR-Suzuki    |                       | 141 |
| 3  | Mike Roscher      | Adolf Hänni                      | LCR-Suzuki    |                       | 101 |
| 4  | Markus Schlosser  | Andreas Kolloch                  | LCR-Suzuki    |                       | 101 |
| 5  | Harald Hainbucher | Peter Adelsberger                | RSR-Suzuki    |                       | 75  |
| 6  | Kurt Hock         | Enrico Becker                    | Hock-Kawasaki |                       | 68  |
| 7  | Uwe Göttlich      | Peter Höss                       | LCR-Suzuki    | ADAC Sachsen e. V.    | 62  |
| 8  | Dieter Eilers     | Achim Freund                     | RSR-Suzuki    |                       | 62  |
| 9  | Baptist Kohlmann  | Wilhelm Anderle bzw. Axel Kölsch | LCR-Suzuki    | ADAC Nordbayern e. V. | 48  |
| 10 | Sepp Doppler      | Bernhard Wagner bzw. Mike Helbig | LCR-Yamaha    |                       | 47  |
| 11 | Peter Schröder    | Anna Burkhard                    | LCR-Suzuki    |                       | 42  |

| 12 | Robert Zimmermann    | Reto Bührer bzw. Stefan Näf bzw. Maik Ziegler | LCR-Suzuki |                                      | 36 |
| 13 | Matthias Nagel       | Michael Hildebrand                            | LCR-Suzuki |                                      | 32 |
| 14 | Michael Grabmüller   | Bernd Grabmüller                              | LCR-Yamaha |                                      | 31 |
| 15 | Andy Laidlow         | Patrick Farrance                              | LCR-Suzuki |                                      | 27 |
| 16 | Konrad Brändle       | Michel Fritz                                  | LCR-Suzuki |                                      | 26 |
| 17 | Harald Kuttler       | Hannes Grauer                                 | RSR-Yamaha |                                      | 24 |
| 18 | Jakob Rutz           | Rita Aeberli                                  | LCR-Yamaha |                                      | 14 |
| 19 | Wolfram Centner      | Mike Helbig                                   | LCR-Yamaha | ADAC Sachsen e. V.                   | 13 |
| 20 | Axel Spalteholz      | Edgar Schade                                  | LCR-Yamaha | MSC Frohburger Dreieck e. V. im ADAC | 12 |
| 21 | Horst Maria Kowalski | Jermaine Mittelgaal bzw. Didier Grams         | LCR-Suzuki |                                      | 1  |

## Rahmenrennen
- Im Rahmen der Internationalen Deutschen Motorradmeisterschaft 2005 fanden je 8 Rennen zum Suzuki Bridgestone GSX-R Cup und Yamaha R6-Dunlop Cup statt und 6 Rennen zum ADAC Junior Cup.